# 物性量
物性量（ぶっせいりょう）とは、物質が持っている性質の大小を表す物理量である。外的作用に対して生じる応答の大きさを表す偏微係数として多くの物性量が定義される。

## 同じ物性値が違った名前で呼ばれる物性値・工業指数の一覧
- 剛性率＝ずれ弾性率＝横弾性係数＝せん断弾性係数
- ヤング率＝縦弾性係数＝弾性スティフネス定数
- 電気抵抗率＝比抵抗＝固有抵抗＝体積抵抗率＝体積固有抵抗
- 電気伝導率＝導電率（電気抵抗率の逆数）
- 標準電極電位＝標準酸化還元電位＝標準単極電位＝標準レドックス電位
- 電気感受率＝分極率
- 水素イオン指数＝ペーハー＝pH
- 硬度＝硬さ

## 似た名前で、違う物性値・指数
- 熱拡散率≠＝ 熱浸透率≠熱貫流率＝熱通過率≠熱伝導率≠熱伝達率
- ポアソン比≠ポアソン数
- 横弾性係数≠曲げ弾性係数